# Críticas a «El código Da Vinci»
El código Da Vinci es una novela escrita por Dan Brown, que se caracterizó por generar una gran polémica cuando fue publicada en 2003. Muchas críticas a la novela El código Da Vinci se centran en las especulaciones del libro y en las tergiversaciones de aspectos centrales del cristianismo y de la historia de la Iglesia católica. A esto se añaden otras críticas de carácter no religioso que se centran en las descripciones inexactas que aparecen en el libro sobre el arte europeo, la historia y la arquitectura.

## Generalidades

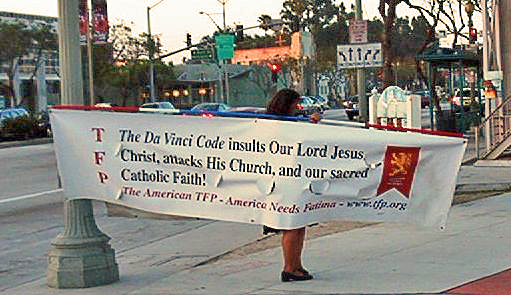
Una mujer protesta contra la película El código Da Vinci fuera de una sala de cine en Culver City, California. Las siglas de la PTF en la bandera representa la Sociedad Americana para la Defensa de la Tradición, Familia y Propiedad. En la banderola dice «¡El códigio Da Vinci insulta a Nuestro Señor Jesucristo, ataca su Iglesia y nuestra sagrada fe católica!»

De este modo, El código Da Vinci ha generado polémica al entregar información ficticia o alterada que ha llevado igualmente a muchos a cuestionar la versión oficial de la historia común a todo el cristianismo. Como consecuencia de ello, el libro ha resultado igualmente ofensivo a una parte de los católicos y de otras muchas comunidades cristianas.
Brown ha recibido también críticas respecto al estilo literario. En El código Da Vinci hay muchos personajes que reflejan los estereotipos negativos que los estadounidenses se han hecho de los europeos. Esto ha provocado que sean los europeos quienes más han atacado la obra de Brown, como ya ocurrió con sus libros anteriores (ver La fortaleza digital). Muchos comentaristas sostienen también que el estilo de Brown es vulgar o sin inspiración, y aunque es verdad que esto es una crítica común a las novelas de tipo thriller, recalcan que es vulgar incluso en relación con estas.
En relación con los partidarios del libro, incluyendo al autor, apuntan que bajo la declaración de «los hechos» del libro se pretende que son veraces las teorías presentadas en El código Da Vinci con respecto a los personajes de María Magdalena, Jesús de Nazaret, y lo relativo al pasado de la cristiandad. Sin embargo, debido a todo lo mencionado, los críticos sugieren que se debe recordar que el libro es una novela de ficción y que hay muchas pruebas que refutan la hipótesis de Dan Brown.

## Lo que reclama la crítica
Aunque el libro se identifica como un thriller —una obra de ficción—, Brown prologa su novela con una página que titula «Los hechos» y también ha publicado una página en su web titulada Los extraños hechos verdaderos de El código Da Vinci (Bizarre True Facts from The Da Vinci Code) donde repite sus ideas del Priorato de Sion, entre otras. De este modo, gran parte de la controversia tiene su causa en ese interés del autor por defender la ficción como realidad; y también por introducir incorrecciones históricas que enfadan a los expertos aunque no le importe su ambigüedad a los menos instruidos.
Muchos sitios de atracción de turistas en Europa han tenido que anunciar con carteles que las ubicaciones descritas en el libro de Brown son falsas: que no hay una cámara secreta bajo el suelo de una capilla particular, que un edificio en concreto no fue construido por una sociedad secreta, etc.
Estas afirmaciones del libro, combinadas con la presentación de las opiniones religiosas que se oponen u ofenden a las distintas comunidades, han causado mucho del debate y confrontación. Ejemplo de ello es la opinión específica de la Iglesia católica que da referente al libro, indicando que en él se recogen antiguas críticas del laicismo contra el catolicismo (ver por ejemplo, programa Sunday de la BBC, del 24 de julio de 2005) y otras críticas más generales de tradición anticlerical.
El 15 de marzo de 2005, el Cardenal Tarcisio Bertone, arzobispo de Génova y segunda persona en orden de importancia en la Congregación para la Doctrina de la Fe, criticó el libro y a los que lo venden con una intención anticatólica. «Esto parece un folleto anticlerical del siglo XIX», dijo. Es una «gran y absurda» deformación de la historia, repleta de «mentiras baratas». Igualmente el cardenal hizo también una defensa del Opus Dei, la prelatura de la Iglesia católica ofendida por el libro.

## Críticas en aspectos religiosos
Algunas de las inexactitudes y afirmaciones en disputa a nivel religioso serían las siguientes:

### Historia de Jesús
El libro dice que antes del año 325, Cristo no fue considerado más que un «profeta mortal» por sus seguidores, y que solo como resultado de la presión del emperador Constantino I en el Primer Concilio de Nicea la cristiandad empezó a considerarlo como Dios: Esto ha sido rebatido por varios autores con referencias extensas a la Biblia y a los Padres de la Iglesia, fuentes que son anteriores al Primer Concilio de Nicea. (Ver este ejemplo, Olson y Meisel (2004), que se refiere a La Iglesia en la crisis: una historia de los concilios generales, 325–1870 de Philip Hughes (1964). En el Concilio, la pregunta central fue si Cristo y Dios eran uno, o si en su lugar Cristo fue el primer creado, inferior al Padre, pero todavía superior a todos los otros seres (ver arrianismo). Dan Brown dice también que la votación fue enconada, mientras que la realidad fue muy distinta: los votos fueron 316 (99%) frente a 2 (1%).
El tema central del libro es el sagrado femenino y la unidad de lo femenino y lo masculino. Brown no cita apoyo bíblico para su tesis, ni canónico ni apócrifo. Se puede discutir que el papel de María Magdalena se subestimó generalmente en la historia, y éste argumento tiene cierto apoyo bíblico y referencias en los textos apócrifos conocidos como el Evangelio de Felipe y el Evangelio de María Magdalena para describir a un Jesús que quiere más a María que a sus discípulos, a la que consideraría como una igual; sin embargo en el Evangelio apócrifo de Felipe, se describe cómo Jesús la besa en varias ocasiones, aunque no indicaría explícitamente una relación romántica, por lo cual solo da pie a vagas interpretaciones y no afirmaciones. De este modo la afirmación de la existencia de un romance con Jesús es solo una conjetura y ni siquiera lo apoyan los textos apócrifos de los gnósticos. En cualquier caso, y de acuerdo con lo que se conoce, desde los primeros cristianos lo femenino ha tenido una presencia espiritual en la persona de la Virgen María que siempre ha sido venerada como la Madre de Jesús.

### Descendencia de Jesús
En relación con la teoría de la existencia histórica de una descendencia de Jesús y María Magdalena, los partidarios indican que al sur de Francia, en Vézelay, existe la basílica de Santa María Magdalena. Cerca de ahí, aún se festeja la llegada de las «tres Marías» y sus amigos que vienen desde Jerusalén con el Santo Grial; y la multitud desfila por las calles con la estatua de la Santa Sara. Indican que además la alusión a las «tres Marías» es la alusión mítica a la triple naturaleza del Sagrado Femenino en el antiguo mediterráneo: como madre, hermana y compañera; siendo estas mismas tres Marías las que se encuentran en el Evangelio de Felipe, descubierto en las cuevas de Nag Hammadi, en Egipto, que habla de las constantes acompañantes de Jesús: «Su madre y su hermana y su compañera, las tres eran Marías». Sin embargo los partidario indican como fuente fiable a los autores que más han apoyado la teoría de la descendencia como Michael Baigent, Richard Leigh y Henry Lincoln, en el libro Holy Blood, Holy Grail; y Margaret Starbird, en el libro La diosa en los evangelios; quienes afirman que María Magdalena escapó al sur de Francia con Sara, una hija nacida de la relación con Jesús, y ahí dio lugar a un linaje que dio lugar a la Dinastía Merovingia.
Sin embargo la crítica igualmente se basa en que en ningún texto bíblico, incluidos los apócrifos, existe referencia a esta supuesta descendencia, y la leyenda en la cual se basa la tradición francesa, data del siglo XII; y antes de esta fecha no existe ninguna referencia a favor de esta hipótesis, indicando que lo más probable y factible es que sea una invención. Igualmente esta leyenda es refutada por tradiciones más antiguas que sitúan a María Magdalena en Éfeso, hasta su muerte, y sus restos trasladados a Constantinopla; sin hacer referencia a una descendencia con Jesús.
A nivel de estudios genéticos, en el año 2006, el programa Buscando la verdad (Digging for the Truth) del canal de televisión The History Channel, realizó un análisis genético de Aragunde, una de las primeras reinas merovingias; con el fin de probar o descartar que el linaje desciende de Jesús o María Magdalena. El resultado del análisis concluyó que el origen del linaje de la dinastía merovingia era solo europeo, y no estaba relacionado genéticamente con ninguna de las poblaciones del Oriente Medio; lo cual descarta que sea real la leyenda francesa sobre la supuesta descendencia de Jesús y María Magdalena.

### El sagrado femenino y María Magdalena
El autor afirma que el cristianismo ha suprimido el «sagrado femenino». En la tradición de la Iglesia católica sin embargo, el papel de la mujer es importante. Por ejemplo, María (de Nazaret), que es la Madre de Jesús, es venerada especialmente como la «Madre de Dios», la «Reina del Cielo», la madre espiritual de toda humanidad y limpia del pecado, según creen los católicos.
El autor llega a sugerir que Jesús no le concedió privilegios y que la trató con una aparente indiferencia. Esta idea, sin embargo, se contradice con lo que Jesús le dice a su apóstol más amado (que según Juan el Evangelista es él mismo), cuando le pide que cuide de ella como si fuera su propia madre. Queda más en entredicho cuando Jesús obedece a su madre convirtiendo el agua en vino en la bodas de Caná antes de empezar oficialmente su ministerio. Hay que valorar también que, como aparece en los Evangelios, entre los primeros en ver a Jesús resucitado son dos las mujeres y un solo hombre.
Los historiadores han especulado con que María Magdalena pertenecía a la tribu de Benjamín. Esto no aparece en la Biblia ni en los primeros documentos escritos. El hecho de que ella se encuentre en el noreste de Israel, mientras que la tribu de Benjamín residió en el sur, pesa en su contra. Además, San Pablo era un benjamita y no menciona el supuesto casamiento.
Brown sugiere la idea de que el pretendido casamiento de Jesús y María Magdalena crearía «una fuerte unión política capaz de reclamar legítimamente el trono y restaurar la línea sucesoria de los reyes» (del Capítulo 58): Las connotaciones materiales del reino de Jesús fue durante mucho tiempo tema de debate entre la comunidad de expertos. Para los que creen en la historia de los Evangelios, su muerte y partida después de la resurrección lo excluiría de ser un rey terrenal. Sin embargo, la conexión de la iglesia cristiana con gobiernos terrenales verdaderos no se puede negar, y tales precedentes a veces han enmascarado intentos mesiánicos por parte de malintencionados líderes pseudo-religiosos.
María Magdalena se dice que quedó marcada como una prostituta por la Iglesia (en los capítulos 58 y 60). Esto deriva de una conexión hecha por el papa Gregorio I entre distintos personajes mencionados por el Evangelio de Lucas, en los capítulos 7 y 8, uno de ellos es María Magdalena, descrita como una víctima de posesión demoníaca: «María que es llamada Magdalena, fue de quien fueron expulsados siete demonios» (Lc 8:2). Gregorio confundió en una sola persona a María de Betania y a una «pecadora» a la que no se le pone nombre. Más tarde, María fue confundida también con la «mujer cogida en adulterio» del Evangelio de Juan, relacionando una vez más a María con pecados sexuales. Es verdad que la tradición católica ha tendido a defender estas confusiones en contraste con otras tradiciones cristianas (ver la Catholic Encyclopedia ). Sin embargo, el papel de adúltera y prostituta ha «promocionado» a María como santa patrona de mujeres pecadoras arrepentidas . El término eufemístico «magdalena» se ha utilizado para referirse a prostitutas arrepentidas (ver Asilo de las Magdalenas), por identificación inmediata con la propia María.
Que María Magdalena está representada junto a Jesús en la famosa Última Cena de Leonardo es cuestionado por la mayoría de los historiadores del arte. Hay doce discípulos (incluido Judas Iscariote) y uno tendría que haber sido desplazado para que María estuviera presente. La figura que se identifica generalmente como san Juan está representada según la costumbre del momento como un joven imberbe, lo que hoy muchos verían como «afeminado» (especialmente los que no están familiarizados con el arte del Renacimiento). Algunos especulan con la idea de que Juan fue pintado de este modo para que se le identificara como la Magdalena, pero es una visión minoritaria; ya que la mayoría de las demás pinturas de la Última Cena también se caracterizan por representar a un San Juan muy joven, como se cree tradicionalmente que era el Evangelista del mismo nombre.
Informaciones provenientes de los Evangelios y de History Channel permiten establecer ciertas conexiones no expresadas en el artículo: 
```
1) María Magdalena era llamada María de Santiago, 
2) Santiago era el nombre de uno de los hermanos de Jesús,    
3) Santiago era confundido con Jesús, 
4) Jesús fue como invitado a las Bodas de Canaán. 
5) María madre de Jesús estaba involucrada en el servicio de la boda, 
6) Estos eventos toman sentido si las bodas de Canaán eran las de Santiago hermano de Jesús con María Magdalena.
```

### El Opus Dei
La descripción del Opus Dei como una orden monacal que es «prelatura personal» del Papa es inexacta. De hecho, no hay monjes en el Opus Dei, ya que es una institución de personas laicas y sacerdotes, y las que viven el celibato son numerarios y agregados, mientras que los supernumerarios no guardan celibato.
Además, el Opus Dei alienta a sus miembros laicos a evitar las prácticas que parezcan excesivamente «clericales». El término prelatura personal sí se refiere a una relación especial con el Papa; significa que es una institución en la que la jurisdicción de un prelado no está ligada a un territorio de un obispo sino a la sola autoridad pontificia.

### Los primeros judíos
Sostiene que los primeros judíos veneraron la diosa Shekinah como el igual a Yahvé. De hecho, el término Shekinah (derivado del hebreo para ‘morar’) no aparece en el judaísmo temprano, pero fue utilizado en el judaísmo talmúdico posterior para referirse a ‘morada’, o la presencia de Dios entre las personas. Vino también a ser interpretado como los aspectos femeninos de Dios. Otros han discutido que la evidencias arqueológicas demuestren que la diosa Asherah pueda ser vista como consorte de Yahweh.
Sugiere que el Tetragrammaton es una unión física andrógina entre el Jah masculino y el nombre pre-hebraico de Eva, Havah. Generalmente se cree que las cuatro letras hebreas que forman el tetragrámmaton (yud, el heno, vav, el heno) representan la palabra hebrea ‘ser’. Citando el Libro del éxodo 3.14–15: «Y Dios dijo a Moisés: “Yo soy el que soy”». La frase en hebreo es eh-yeh asher de eh-yeh, que en español podría traducirse como ‘yo soy el que soy’, ‘soy quien soy’, ‘soy lo que soy’ o ‘soy eso que soy’ (o ‘yo seré el que seré’, ‘seré quien seré’, ‘seré lo que seré’ o ‘seré eso que seré’).

### El Vaticano
La repetida referencia anacrónica al "Vaticano" como el centro del poder en la Iglesia católica temprana, incluyendo la referencia a que este ignoraría las escrituras del gnosticismo del siglo IV. Hasta el principio del Renacimiento, el palacio papal estuvo en ubicaciones diferentes, pasando de la catedral de San Juan de Letrán, a Anagni, o a Aviñón. No fue hasta el siglo XV cuando el poder oficial se aproxime a la Colina Vaticana en Roma. En el siglo IV, sobre dicha colina se alzaba poco más que una iglesia y un cementerio junto a un camino.
Referirse a la Basílica de San Pedro como una catedral es inexacto. Una catedral es la iglesia de un obispo en donde uno encuentra la cátedra o la silla (símbolo de una autoridad de obispo). Al contrario de lo que muchos creen, no es forzosamente una iglesia grande. Una caseta de troncos puede ser una catedral si es la iglesia oficial del obispo. Esto se pudo ver en muchos lugares de la historia estadounidense.
La iglesia catedral del papa (como es llamada más correctamente) es San Juan de Letrán, a cierta distancia de la Ciudad del Vaticano. San Pedro es realmente una basílica: una iglesia de peregrinación, construida para albergar reliquias (en este caso, las del propio San Pedro).

### Leyendas no judeocristianas
Se pretende que los dioses egipcios Amón e Isis representan una pareja divina. En la mitología egipcia y más tarde, en la mitología grecorromana, Isis no era nunca la esposa de Amón sino de Osiris (juez de los muertos). La esposa de Amón era Mut. 
Dan Brown también sostiene equivocadamente que Amón era el Dios de la fecundidad masculina, que era de hecho Min. No obstante, en una fase tardía del culto de Amón, se unió con Min como Amóm-Min. Brown escribe Amón, que es una variante formal, aunque Amún es ahora normativo. 
Esto está forzado porque necesita hacer un juego de palabras para obtener la parte de un anagrama de Mona Lisa. Sin embargo levanta también la sospecha de si Brown pensó referirse a la versión de helénica del culto, en que el nombre se escribe normalmente Ammón. Parte de la confusión puede venir de las desacreditadas pretensiones históricas de Margaret Murray que sostenía que existió un culto secreto a Ammón en la Europa de la Edad Media. Las teorías de Murray tuvieron gran influencia en la Wicca, uno de los ejemplos actuales del neopaganismo.

### El complot religioso
Teniendo en cuenta que se usa como gancho del libro el supuesto hecho de que está «basado en hechos» reales acerca de varias ubicaciones y organizaciones, según la novela, existió una pugna entre el «partido de la Magdalena» y el partido vencedor que sigue a Pedro, el cual sería el cristianismo actual, creyente en la divinidad de Cristo; sin embargo del supuesto partido de Magdalena no existe ninguna evidencia fehaciente. De este modo, Brown solo lo deduce interpolando textos escritos más de un siglo después de los Evangelios. Además, la novela se contradice, ya que si el partido vencedor es de Pedro, entonces la fe en la divinidad de Jesús no fue inventada por Constantino (siglo IV) como alega.

## Críticas en aspectos no religiosos

### Inverosimilitudes
Aun teniendo presente que los thrillers incluyen rutinariamente proezas difíciles de creer, especialmente de sus héroes y antihéroes, se ha criticado la especial inverosimilitud de algunos elementos de El Código Da Vinci.
- Los personajes entran libremente a sitios que, por lo general, deberían estar custodiados o con cierta protección (un ejemplo es la entrada del monje Silas al Louvre al principio del libro).
- Pese a que se supone que Bezu Fache ha puesto la imagen de Langdon en todas las televisiones de Francia, este anda por París tan tranquilo y nadie le reconoce a no ser que sea por su trabajo como simbologista.
- Cuando Sor Sandrine llama a los cuatro números de teléfono, siempre le contesta alguien que le informa de las muertes, independientemente de que sean más de las dos de la mañana y de que nadie haría eso en la vida real.
- La policía inglesa, al buscar a Robert Langdon y Sophie en el avión de Teabing después de que aterrice en Biggin Hill, no busca ni en la limusina ni en el resto del hangar y, sin embargo, le lanza a este último amenazas legales.
- En el libro se explica que el Priorato de Sión hizo creer al mundo que los últimos miembros Sinclair habían muerto en un accidente de tráfico, ocultando que, en realidad, había sobrevivido la niña pequeña. Si esto fuese así, el Opus Dei no tendría motivos para tratar de destruir el Grial, puesto que ignorarían que seguía existiendo y lo considerarían destruido, al creer, como el resto del mundo, que ya no existían descendientes vivos para probarlo. No necesitarían matar a unos descendientes que, teóricamente, ya habían muerto, y por lo tanto, tampoco sería necesario encontrar el sarcófago de María Magdalena. Por la misma razón, la obsesión de Teabing era de toda forma, absurda, puesto que con esta misma información su búsqueda estaba ya acabada.
- Según refiere, en la Abadía de Westminster hay instalados detectores de metales y guardias por los que paso Teabing. Sin embargo, Langdon y Sophie no fueron molestados por este detalle,(el libro si nombra estos detalles) dejando aparte que es poco verosímil tanta protección.

### Leonardo Da Vinci
Que la Mona Lisa fue pintada por Leonardo Da Vinci como un autorretrato y que su título es una referencia codificada a los nombres de los dioses egipcios de la fertilidad, Amón e Isis que un tiempo la diosa Isis se llamó L'isa (Amon L'isa). No hay una prueba irrefutable de quién era la Mona Lisa histórica, pero las fuentes más fidedignas y la recopilación de datos señalan que se trataba de Lisa Gherardini. 
Igualmente, algunos investigadores han concluido, pero usando técnicas de «transformación», que la semejanza a Leonardo es fuerte (Lillian Schwartz de Bell Labs y Digby Quested del Hospital de Maudsley en Londres). 
De todos modos, el título Mona Lisa no fue escogido por Leonardo, y no fue aplicado a la pintura hasta el siglo XIX. Mona es una contracción de Madonna (que significa ‘dama’ o ‘señora’). Lisa es el nombre del sujeto más probable de la pintura. También es muy conocida comúnmente como La Gioconda en italiano (el apellido de casada de Lisa Gherardini, la forma femenina de Giocondo). Por otro lado, la pintura fue guardada por Leonardo, y estaba con él cuando murió, una insinuación de que la imagen tuvo algún significado especial.
El libro da por hecho que Leonardo Da Vinci era homosexual. Aunque hay indicios acerca de la vida personal de Leonardo que pueden hacer pensar que era homosexual, realmente no es un hecho seguro y los expertos no se ponen de acuerdo. Incluso Dan Brown va más allá, al calificar a Leonardo de ser «abiertamente homosexual», cosa que de ser cierta hubiera resultado extremadamente peligrosa debido a que la sodomía era duramente castigada en aquella época.
No hay evidencia histórica de que la primera versión de La Virgen de las Rocas de Leonardo fue rechazada por la iglesia a causa de su contenido herético. Hay, sin embargo, evidencia de una larga disputa legal sobre pagos y gastos y la segunda versión (la conservada en Londres) podría contener más intervención de colaboradores que del propio maestro (Leonardo da Vinci: Flights of the Mind, de Charles Nicholls) a diferencia de lo que afirma el autor.
El título El código Da Vinci no es especialmente preciso: Leonardo Da Vinci casi siempre ha sido llamado por los expertos, y sobre todo fuera de Estados Unidos, como Leonardo. La parte de Da Vinci de su nombre significa ‘de Vinci’ (Leonardo de Vinci) y se refiere al pueblo natal de los padres de Leonardo, y generalmente él no lo usó para referirse a sí mismo. Sin embargo, las denominaciones convencionales para los artistas son a menudo contradictorias (Michelangelo Buonarroti es conocido como Miguel Ángel; Miguel Ángel Merisi da Caravaggio es conocido como Caravaggio, su pueblo natal). La convención utilizada en el libro es probablemente debido a que la audiencia objetivo, estadounidenses medios, conocen al pintor como Da Vinci. Otra posibilidad es que Da Vinci es un nombre más reconocible que Leonardo, y esto supone que el título El código Da Vinci tenga más fuerza que El código Leonardo.

### Los caballeros templarios
Es falso que la orden de los Templarios fuese creada por el Priorato de Sion. La orden fue creada por el noble francés Hugo de Payens, un veterano de la Primera Cruzada.
El libro da por hecho la existencia real del Priorato de Sion y que la pertenencia a éste de Leonardo Da Vinci es un hecho comprobado. En realidad, el consenso entre los historiadores es que los documentos «descubiertos» en los años sesenta en la Biblioteca Nacional de Francia que hablaban sobre el Priorato de Sion y sus Grandes Maestres no son más que un montaje creado por el monarquista francés de extrema derecha Pierre Plantard, quien aseguraba ser descendiente de los merovingios y Gran Maestre del supuesto Priorato, con el fin de ser coronado como el «Gran Monarca Católico» mencionado en una profecía de Nostradamus. Plantard se basó en la Orden de Sion para crear su ficticio Priorato de Sion. No hay evidencia seria de la participación de Leonardo en alguna orden o sociedad secreta parecida.
Se sugiere que todas las iglesias utilizadas por los Caballeros Templarios se construyeron con forma circular, que esa forma fue utilizada por su supuesta significación pagana y que esa geometría fue considerada un insulto por la Iglesia, todos ellos argumentos considerados falsos desde el punto de vista de la historia del arte. En general las iglesias utilizadas por los Templarios no eran redondas, sus construcciones, debido a las características de la orden, se clasifican generalmente entre las tipologías edilicias militares y las que eran redondas lo eran (siguiendo una práctica no exclusiva de ese colectivo) referenciando la arquitectura de la Rotonda de la Anastasis de Jerusalén construida casualmente por Constantino I el Grande en el siglo IV. Esta construcción seguía la extendida tipología del Martyrium cristiano de planta circular o centralizada, derivado, así mismo, de la arquitectura funeraria romana monumental. De hecho, hay muchas más iglesias de planta circular, algunas en el mismo Israel y de plena tradición cristiana: La rotonda (desaparecida) de la Basílica de la Natividad en Belén, Santa Constanza y San Esteban Redondo ambas en Roma todas ellas del siglo IV y V muy anteriores por tanto a la fundación de la Orden de los Templarios. Muchas más a partir de estas, valga el ejemplo del templo construido por Bramante en 1502, el Templete de San Pietro in Montorio o Tempietto Bramantesco, situado en el mismo lugar que la tradición sitúa la crucifixión de San Pedro del cual fueron comitentes los Reyes Católicos. Además, el círculo es considerado como símbolo de lo santo y perfecto por muchos pensadores cristianos y elemento base en la tipología arquitectónica de planta centralizada común en toda la tradición edilicia cristiana y no cristiana.
La declaración de que la sede inicial de los Templarios era «un establo bajo las ruinas» es falsa. El rey Balduino II de Jerusalén les dio una parte de un ala del palacio real en la zona sudeste de la plataforma del Monte del Templo de Jerusalén. La suposición de Brown puede haber procedido del hecho de que un grupo de establos se descubrió 12 metros por debajo del patio en 1996, y que fueron denominados «Establos de Salomón» debido a los Templarios. 
Una de las pistas codificadas del libro dice que los Caballeros Templarios veneraron un dios pagano de la fertilidad asociado a la fuerza creativa de la reproducción (un dios con cuernos) llamado Baphomet. Sin embargo, esto solo aparece en una lista de pruebas contra los Templarios en el juicio de los inquisidores. La mayor parte de los 100 cargos de ese juicio con intenciones financieras fueron fabricadas por el rey Felipe IV de Francia en su empeño por disolver a los Templarios a principios del siglo XIV. El único templario que «confesó» lo hizo bajo torturas; y actualmente está comprobado que estos cargos fueron falsos.
La suposición de que la leyenda del viernes 13 empezó con el arresto de los Templarios en el 13 de octubre de 1307. Aunque es verdad que eso sucedió en un viernes y que era 13, no hay evidencia sólida para sustentar que la superstición del viernes 13 hasta principios del siglo XIX; y de ser real aun así no está relacionado con la hipótesis del libro.
En el libro se da por hecho que la Capilla de Rosslyn fue construida por los Caballeros Templarios. En realidad fue fundada por Sir William St Clair, tercer Conde de Orkney y Señor de Rosslyn. Hay algunas insinuaciones de la presencia de Templarios en la zona, pero no son definitivas; y de ser verdaderas no tendrían relación directa con lo expresado en el libro.
La teoría de que la arquitectura gótica fue diseñada por el Temple para subrayar el secreto del sagrado femenino: los historiadores saben que los Templarios no participaron en las catedrales europeas de su tiempo, que fueron generalmente encargadas y gestionadas por sus propios obispos. Además no existe evidencia verdadera que asocie la arquitectura gótica con este tema en particular.
Algunos críticos critican la descripción de los Templarios como constructores, fundadores de gremios y portadores de secretos porque no es exacto, y aportan las abundantes evidencias como por ejemplo que los Templarios no proyectaron edificios para sí mismos ni crearon gremios de albañiles. Algunos críticos sostienen que eran hombres en gran parte analfabetos y que es poco probable que supieran «la geometría sagrada», transmitida supuestamente por los constructores de pirámides. Los partidarios de esta última teoría sostienen que los Templarios por sí mismos emprendieron varios proyectos impresionantes de edificios (las fortalezas, los castillos, y las iglesias) aunque la mayor parte de estos eran edificios funcionales con decoración relativamente pequeña.
La alegación de que el Papa Clemente V quemó las cenizas de los Templarios y las tiró en el Río Tíber de Roma son falsas. Cuándo los últimos líderes de los Caballeros Templarios fueron ejecutados en Francia en 1314 por el Rey Felipe IV de Francia, ni ellos ni el Papa estaban cercanos a Roma. La verdad es que las cenizas de Geoffrey de Charney y el último Gran Maestre de la Orden, Jacques de Molay, fueron esparcidas y tiradas en el Sena, para que no quedaran restos que se pudieran considerar reliquias.
La afirmación de que los Templarios ganaron poder por lo que descubrieron en alguna excavación en Jerusalén es solo una de muchas teorías. La teoría más contundente indica que ellos ganaron poder porque fue uno de los fieles más poderosos de ese momento, Bernardo de Claraval (que después sería santo), que era también sobrino de uno de los nueve caballeros fundadores, quien los respaldó. El escribió una conocida carta titulada Elogio de la Nueva Caballería, y habló a su favor en el Concilio de Troyes en 1128 (nueve años después de la fundación de la Orden). Fue en ese concilio cuando la Orden fue reconocida oficialmente y confirmada, lo que provocó el apoyo y los donativos que empezaron a llegarles desde toda Europa. Además de existir numerosas donaciones de fieles cristianos; los historiadores indican que posteriormente ellos consolidaron un gran poder principalmente debido a sus actividades a nivel financiero, y no a partir de algún posible secreto.
Los críticos reclaman que la imagen del Priorato de Sion como una organización antigua es inexacta: Esto debido a que las pruebas más antiguas sobre el Priorato de Sion indican que fue creado en 1956 por Pierre Plantard y Andre Bonhomme, y no en 1099 como sostiene el libro. Les Dossiers Secrets están comprobados de que fueron una falsificación creada por Philippe de Cherisey para Plantard. Plantard, bajo juramento, admitió finalmente que todo era un montaje  Archivado el 18 de mayo de 2006 en Wayback Machine.. Hay constancia de una orden monacal conocida como Orden de Sion, pero no hay datos que demuestren su existencia más allá del siglo XII, y que haya tenido alguna relación con el priorato creado por Plantard. La confusión puede tener su origen en el recurso a lo «monacal» para describir a la Hermandad de los Rosacruces, que ha servido de primera inspiración para posteriores sociedades secretas que dicen conservar secretos desde hace muchos años.

### París
Varias afirmaciones acerca de la Iglesia de San Sulpicio (Saint-Sulpice) en París son muy cuestionables. Ejemplo de ello es que sí existe una línea de latón que recorre la iglesia de norte al sur, pero no es parte del Meridiano de París, que pasa a más de 100 metros (109 yardas) al este. La línea está en ese lugar más como indicador o reloj solar/calendario y sirvió para marcar los solsticios y equinoccios. Tampoco existen evidencias de que haya habido jamás un templo de Isis en ese sitio. El siguiente aviso está expuesto en la iglesia: «En contra de las pretensiones imaginarias en una novela reciente de gran éxito de ventas, esto (la línea en el suelo) no es un vestigio de un templo pagano. Tal templo no existió jamás en este lugar. Nunca fue llamada Rose-Line. No coincide con el meridiano trazado por el Observatorio de París, que sirve como una referencia para mapas donde longitudes se miden por grados al Este o al Oeste de París. Por favor, compruebe también que las letras P y S de las pequeñas ventanas redondas al final del crucero se refieren a Pedro y Sulpice, los santos patrones de la iglesia, y no a un imaginario Priorato de Sion».
La referencia de que París fue fundada por los Merovingios (Capítulo 55) constituye otro error. De hecho, París fue un asentamiento de la tribu gala de los parisios en el siglo III a. C. Los romanos, que la conocieron como Lutetia, la capturaron en el 52 a. C. bajo el mandato de Julio César, y dejaron bastantes ruinas en la ciudad, incluido un anfiteatro y unos baños públicos. Los Merovingios no gobernaron en Francia hasta el siglo VI, y para entonces París ya había sido fundada hacía al menos 800 años.
La ficción del libro presume que el presidente francés François Mitterrand, quiso de un modo explícito que en la construcción de la Pirámide del Museo del Louvre de París se utilizaran 666 paneles de cristal. Según GlassWeb, la pirámide contiene 603 rombos y 70 triángulos de cristal, lo que en total suponen 673 piezas.
Según el libro los pequeños coches franceses están pensados para que puedan pasar por una glorieta con muretes de piedra de 90 cm (3 pies ) de alto y 60 cm (2 pies) de grosor.

### Geografía de Francia, España y Andorra
En la novela, el albino Silas comete un crimen en Francia. Por alguna razón no explicada, es encarcelado en Andorra y se fuga tras un terremoto, introduciéndose en un tren que pasa por ahí y bajándose en Oviedo. Es bien sabido que no existe ninguna línea férrea que conecte Asturias con Andorra, es más, en Andorra ni existe ni ha existido nunca ninguna línea férrea.

### La astronomía
El libro igualmente se ha criticado por presentar errores a nivel astronómico; es así como a Venus se describe como visible en el este justo después de la puesta del sol (el capítulo 105), lo que es una imposibilidad astronómica. Esto fue corregido a «el oeste» en algunas de las ediciones posteriores, tal como se imprimió en la 28ª edición en rústica en inglés, ISBN 0-552-14951-9 y en las impresiones actuales del libro de tapa dura de EE. UU. .
Brown sostiene que el ciclo de Venus "traza un pentáculo perfecto a través del cielo eclíptico cada cuatro años", pero Venus completa cinco ciclos cada ocho años  Archivado el 1 de noviembre de 2005 en Wayback Machine. , un hecho muy conocido por los griegos antiguos y los mayas. Esto se ha cambiado a «ocho años» en algunas de las ediciones posteriores, por lo menos en el libro en rústica en inglés desde abril de 2003 .

### Varios
La asociación de la palabra «izquierda»: la asociación que el libro da sobre la palabra «izquierda» con términos como «siniestro» y otras insinuaciones negativas es más vieja que la cristiandad. La palabra latina precristiana para la izquierda era sinister, con implicaciones negativas, mientras que la palabra para la derecha era dexter (raíz de «destreza», y del inglés dexterity), con implicaciones positivas. La distinción existe también en otras culturas, como el hinduismo (por ejemplo, la izquierda es la mano principal en el tantra, y en el hinduismo tradicional la derecha es la mano limpia, con la que se tocan los libros sagrados y se come, mientras que la izquierda es la mano sucia, para tocar cosas inmundas).
También, la afirmación de que en coloquial «cerebro izquierdo» significa irracional y emocional es falsa; esta teoría del pensamiento del cerebro-derecho frente al del cerebro-izquierdo (que hace tiempo está desacreditada) asoció realmente el hemisferio izquierdo del cerebro con el análisis.
Siguiendo con el tema de la simbología, Dan Brown afirma que el pentáculo no solo es un símbolo de la divinidad femenina, sino que además es empleado inconscientemente como escudo de armas por la USAF. Si bien es cierto que los aviones militares estadounidenses llevan pintada una estrella de cinco puntas blanca en un círculo azul, no se ha comprobado la relación entre ambos diseños.
La afirmación de que «la Iglesia quemó en la hoguera a cinco millones de mujeres» por brujería ha generado muchas críticas porque se entregó una cifra sin existir datos que permitan una estimación real. Así, las estimaciones pueden ir de nueve millones de mujeres hasta a "sólo" 40.000 o 60.000 (según la Iglesia Católica).
Durante una explicación ante "La Ultima Cena" de Leonardo Da Vinci, el autor emplea en boca de Langdon el término escotoma para referirse a por qué razón nadie es capaz de identificar una supuesta gran M en el cuadro hasta que se lo dicen, diciendo "el cerebro ve lo que quiere ver". Este fenómeno es conocido en realidad como pareidolia.

## Críticas a nivel del desarrollo argumental del libro
La «revelación» del libro es que el Santo Grial es la dinastía generada por la unión apócrifa entre Jesús y María Magdalena. Esta suposición no es original de Brown. Esta hipótesis la sugirieron Michael Baigent y Richard Leigh, en su libro de no ficción El enigma sagrado en 1982 (título original en inglés The Holy Blood and the Holy Grail), como otras muchas de las afirmaciones que aparecen en El Código. Una demanda de plagio fue interpuesta por los autores de este libro, pues demasiadas cosas eran similares en El código Da Vinci.
La geografía y cultura europea. Se ha criticado que el libro presenta múltiples errores al ambientar la historia en la geografía europea, siendo datos muy fáciles de verificar para cualquier escritor a la hora de escribir.
Ejemplos de ello:
- Un viaje de Le Bourget (Francia) a Biggin Hill en Kent (Inglaterra), equivale a una distancia de unos 350 km, y que supone un vuelo de una hora para un avión privado. Sin embargo en una escena larga en el avión, incluye un rato de sueño, una comida tranquila y una explicación de varias horas del complot.

- El argumento del libro de que el «Monje Albino» fue detenido en Francia, encarcelado en Andorra y que se escapó a España, demuestra la falta de investigación básica que llama la atención a cualquiera que eche un vistazo a un mapa o una guía para turistas. Es poco probable que alguien detenido en la costa francesa fuera encarcelado en otro país (en este caso Andorra que es un estado soberano y a varios cientos de kilómetros, situado en la cadena montañosa de los Pirineos).
- Más adelante en el libro, Silas escapa de la prisión debido a un fuerte terremoto (aunque Andorra no sea una región de especial actividad sísmica), coge un tren y viaja durante tres días hasta que llega a «una aldea» en la que un obispo misionero (Aringarosa) le da refugio. La aldea resulta ser Oviedo, donde Silas vive durante unos años y ayuda a Aringarosa a construir una nueva iglesia. Esto es inexacto porque el Oviedo verdadero es una ciudad de más de 200 000 habitantes de Asturias, en la España septentrional. Además, en Andorra no hay ni ha habido nunca tren. Por otra parte, desde Andorra a Oviedo hay unos 830 km, que se podrían hacer en coche en unas 10 horas.
- A los policías franceses se les oye usar las medidas imperiales medievales (solamente utilizadas en la actualidad en países anglosajones como EE. UU.) en lugar del sistema métrico.
- Mucho más adelante, estando en Londres, se menciona que a sir Leigh Teabing se le deja entrar en la Abadía de Westminster, sin ser registrado y sin guardar cola, simplemente mostrando su documentación de Caballero del Imperio Británico. Aparte de que no existe ningún "carnet de caballero", es difícil de creer que con eso baste para esquivar el registro. Y más teniendo en cuenta la pelea con los policías en Biggin Hill.
- En el libro, Langdon menciona que uno de sus estudiantes le mostró en DVD una escena de El rey león, donde la palabra «SEX» (sexo) se leía en una nube de polvo. Mientras se debate todavía si las letras que aparecen eran «SEX», «SFX», «SF49», o ninguna de ellas, y debido a la controversia, la escena en cuestión se alteró digitalmente para la versión en DVD (lanzado posteriormente a El código Da Vinci) y definitivamente no aparece ninguna letra. Una teoría popular es que las letras reales eran «SFX», y que eran una broma del departamento de efectos especiales (SFX).